# Crispino e la comare (opera)
Crispino e la comare (1850) è un'opera comica dei fratelli Ricci, su libretto di Francesco Maria Piave. La prima esecuzione assoluta si svolse a Venezia il 28 febbraio 1850 al Teatro San Benedetto.
L'opera è stata molto celebre in Italia e all'estero lungo tutta la seconda metà del XIX secolo tanto da essere eseguita a Londra (prima rappresentazione il 17 novembre 1857 al St's James Theatre), a Calcutta (prima rappresentazione nel 1867 alla Calcutta Opera House) e a Melbourne  (prima rappresentazione al Princess's Theatre l'11 agosto 1871).
Alcune arie (come "Io non sono più l'Annetta") sono rimaste note ed eseguite fino ai nostri giorni.
Nel 1938 il regista Vincenzo Sorelli ne trasse un film omonimo.

## Interpreti della prima rappresentazione
| Personaggio       | Interprete          |
| ----------------- | ------------------- |
| Crispino          | Carlo Cambiaggio    |
| Annetta           | Giovannina Pecorini |
| Don Asdrubale     | Angelo Guglielmini  |
| Lisetta           | Paolina Prinetti    |
| La Comare         | Giovannina Bordoni  |
| Fabrizio          | Luigi Rinaldini     |
| Mirabolano        | Luigi Ciardi        |
| Contino del Fiore | Giuseppe Pasi       |
| Bortolo           |                     |

## Trama
Luogo: Venezia.
Epoca: XVII secolo.
Crispino è un povero ciabattino che non riesce a sbarcare il lunario. Gli appare una misteriosa donna, la comare, che lo incoraggia ad intraprendere la carriera di medico, sebbene egli non sappia nemmeno leggere. Crispino, con il magico aiuto della comare, ha successo, riuscendo a predire le guarigioni di Bortolo e Lisetta e la morte di Asdrubale. La prosperità però gli dà alla testa e prende a maltrattare la moglie Annetta. La comare gli fa capire le sue colpe e lo minaccia di morte: Crispino si pente e torna l'armonia con Annetta.

## Struttura musicale

### Atto I
- N. 1 - Preludio e Introduzione Batti, batti, pesta, pesta (Coro, Asdrubale, Contino)
- N. 2 - Romanza del Contino Bella siccome un angelo
- N. 3 - Canzone Una volta un ciabattino (Crispino)
- N. 4 - Cavatina di Annetta Istorie belle a leggere
- N. 5 - Stretta Paga i tuoi debiti (Coro, Asdrubale, Mirabolano, Contino, Annetta, Crispino)
- N. 6 - Cavatina di Fabrizio Io sono un po' filosofo
- N. 7 - Gran Scena Fermo là! (Comare, Crispino)
- N. 8 - Duetto finale fra Crispino ed Annetta Vedi o cara

### Atto II
- N. 9 - Aria di Annetta Io non son più l'Annetta
- N. 10 - Quartetto Cosa ha scritto mai (Mirabolano, Fabrizio, Asdrubale, Coro, Crispino)
- N. 11 - Pezzo d'insieme Ah signori, signori (Contino, Crispino, Fabrizio, Asdrubale, Mirabolano, Coro, Annetta)
- N. 12 - Cura del dottor Crispino Recipe panam candidam (Crispino, Contino, Fabrizio, Annetta, Mirabolano, Asdrubale, Coro, Bortolo)
- N. 13 - Sestetto Quanti baci vorrei dare (Crispino, Annetta, Mirabolano, Contino, Fabrizio, Asdrubale, Coro)
- N. 14 - Seguito Sul mio letto quest'uomo portate (Crispino, Fabrizio, Asdrubale, Mirabolano, Coro)
- N. 15 - Stretta Viva il povero Crispino (Coro, Crispino, Annetta, Contino, Fabrizio, Mirabolano, Asdrubale)

### Atto III
- N. 16 - Coro di gridatori Zitti adesso (Coro, Bortolo)
- N. 17 - Duetto fra Fabrizio ed il Contino Ehi, contin
- N. 18 - Terzetto fra Mirabolano, Crispino e Fabrizio Di Pandolfetti medico
- N. 19 - Coro Misteri impenetrabili (Coro, Asdrubale)
- N. 20 - Concertato Son tutti medici? (Crispino, Fabrizio, Contino, Mirabolano, Coro)
- N. 21 - Sestetto Qual ti veggo (Contino, Coro, Lisetta, Asdrubale, Fabrizio, Crispino, Mirabolano)
- N. 22 - Stretta Volete ch'io vi schiccheri (Crispino, Mirabolano, Coro, Asdrubale, Fabrizio, Contino, Lisetta)
- N. 23 - Canzone della frittola Piero mio, go qua una fritola (Annetta)
- N. 24 - Finale III Xe qua Piero (Crispino, Annetta, Coro, Comare)

### Atto IV
- N. 25 - Scena dei lumicini Eccoci giunti (Comare, Crispino)
- N. 26 - Duetto fra Crispino e la Comare Testamento!
- N. 27 - Scena e cabaletta finale Non ha gioja in tal momento (Annetta, Crispino, Mirabolano, Fabrizio, Contino, Coro)

## Discografia
- 1974: opera completa. Orchestra e coro della RAI, direttore Marco della Chiesa ; Mario Chiappi (Crispino), Emilia Ravaglia (Annetta), Luisella Ciaffi-Ricagno, Gianfranco Pastine, Alessandro Corbelli e Angelo Nostri. MRF Records[2]
- 1994: opera completa. Orchestra sinfonica di San Remo, direttore Paolo Carignani; Coro "Francesco Cilea" di Reggio Calabria; Daniela Lojarro e Daniela Benori, soprani; Serena Lazzarini, mezzosoprano; Enrico Cossutta, tenore ; Roberto Coviello, Antonio Marani e Marcello Siclari, baritoni; Simone Alaimo, basso-baritono Riccardo Ristori, basso[3]